# ステパン・スモレンスキイ
ステパン・ヴァシーリエヴィチ・スモレンスキイ（ロシア語: Сте́пан Васи́льевич Смоле́нский、英語: Stepan Vasilievich Smolenskiy, 1848年8月8日（8月20日） カザン - 1909年7月20日（8月2日） ヴァシリスルスク（Васильсурск））は、ロシアの音楽学者、古文字・古文書学者、合唱指揮者・合唱教師。

## 経歴
1848年、ロシア帝国下のカザン生まれ。カザン大学にて法学部と哲学部を修了。師範神学校（учительская семинария）にて歌唱を教える。1889年から1901年まで、教会聖歌シノド学校（Синодальное училище церковного пения）の校長、同時にチャイコフスキー記念国立モスクワ音楽院教授の任にあった。1901年から1903年まで、サンクトペテルブルク国立大学合唱団の監督を務める。

## 業績・研究内容
- 正教会聖歌の偉大な専門家・研究者。古いロシア音楽の文献の収集と研究を行った。
- 多くの作曲家に影響を与えている。例えば、セルゲイ・ラフマニノフ、パーヴェル・チェスノコフもスモレンスキイから正教会聖歌について教えを受けた。スモレンスキイの死後、ラフマニノフの聖歌作品『徹夜祷』はスモレンスキイの思い出にささげられ、チェスノコフの聖歌作品『パニヒダ第2番』はスモレンスキイを記憶して作曲された。

## 著作
- Общий очерк исторического и музыкального значения певчих рукописей Соловецкой библиотеки и «Азбуки певчей» Александра Мезенца (1887)
- Азбуку знаменного пения... Александра Мезенца (1888)
- О древнерусских певческих нотациях (1901)
- Памяти Д. С. Бортнянского // Русская музыкальная газета.— 1901, № 39.— С. 917–925.
- О литургии Чайковского.— СПб., 1903